# Lipovac (Kruševac)
Pour les articles homonymes, voir Lipovac.
Lipovac (en serbe cyrillique : Липовац) est un village de Serbie situé sur le territoire de la ville de Kruševac, district de Rasina. Au recensement de 2011, il comptait 377 habitants.

## Démographie

### Évolution historique de la population
| 1948 | 1953 | 1961 | 1971 | 1981 | 1991 | 2002 | 2011 |
| ---- | ---- | ---- | ---- | ---- | ---- | ---- | ---- |
| 177  | 162  | 205  | 250  | 275  | 334  | 345  | 377  |

|  |